# 唐京
唐京（1975年2月14日—），北京人，是一名前中国职业足球运动员、中国足球教练员，球员时代曾随长春亚泰获得中超联赛，目前执教中甲联赛球队济南兴洲。

## 執教生涯
2011年，唐京退役，后曾并在江苏苏宁预备队担任主教练，江苏苏宁做过代理主教练和助理教练。2016年，率江苏苏宁在中超联赛中客场2:1击败上海上港。2021年率领济南兴洲中冠联赛冠军，升入中乙；2022年，同样带领济南兴洲夺得中乙联赛冠军。